# Hephaestion lariosi
Hephaestion lariosi là một loài bọ cánh cứng trong họ Cerambycidae.